# Ante Perica
Ante Perica (* 9. Juni 1970 in Split) ist ein kroatischer Basketballtrainer. 

## Laufbahn
Perica studierte ab 1988 theoretische und mathematische Physik. Er war ab 1993 als wissenschaftlicher Mitarbeiter am Institut „Rudjer Boskovic“ in Zagreb tätig und erlangte 1996 an der Universität Zagreb den Doktorgrad in Physik. Später absolvierte Perica ein Zweitstudium im Fach Sportwissenschaft und schloss dieses 2011 ebenfalls mit dem Doktorgrad ab. Das Thema seiner Dissertation lautete „Analyse und Bewertung der Positions- und Übergangsverteidigung im Basketball“.
Als Basketballtrainer arbeitete Perica im Jugendbereich von Cibona Zagreb, in der Saison 1998/99 war er Co-Trainer von Jasmin Repesa beim türkischen Verein Tofas Bursa und half beim Gewinn des türkischen Meistertitels 1999 mit. Im Spieljahr 1999/2000 war Perica unter Ivan Sunara als Assistenztrainer beim slowenischen Spitzenklub KK Krka Novo Mesto tätig, der 2000 den Meistertitel gewann.
2000/01 arbeitete er bei Croatia Split abermals als Assistent von Jasmin Repesa, von 2001 bis 2003 hatte Perica beim slowenischen Verein KK Pivovarna Laško das Amt des Trainerassistenten inne. 2003 unternahm er beim BC Koper (Slowenien) den Schritt ins Cheftraineramt und betreute den Erstligisten in der Saison 2003/04. Im Folgespieljahr 2004/05 trainierte er mit KK Elektra Sostanj einen anderen slowenischen Erstligaverein und war gleichzeitig Co-Trainer der slowenischen U20-Nationalmannschaft, die im Sommer 2004 Europameister wurde.
Im Sommer 2005 betreute er als verantwortlicher Trainer die slowenische Mannschaft bei der U21-Weltmeisterschaft. Die Saison 2005/06 begann er als Cheftrainer des slowenischen Erstligisten KK Pivovarna Laško, wurde im Dezember 2005 jedoch aufgrund der schlechten sportlichen Lage der Mannschaft entlassen.
Im Februar 2007 wurde Perica als Cheftrainer des österreichischen Bundesligisten Oberwart Gunners eingestellt und führte die Mannschaft noch in derselben Saison ins Bundesliga-Finale, wo man Gmunden unterlag. Im Spieljahr 2007/08 wurden die Burgenländer unter Perica abermals österreichischer Vizemeister, der Kroate wurde anschließend als „Trainer des Jahres“ der Bundesliga-Saison 2007/08 ausgezeichnet. Er blieb bis zum Ende der Saison 2008/09 in Oberwart im Amt.
In der Saison 2009/10 war Perica zunächst für den zypriotischen Klub Apollon Limassol als Trainer tätig, im Dezember 2009 kam es zur Trennung. Im Oktober 2010 übernahm er das Traineramt beim kroatischen Erstligaverein KK Trogir und wechselte nach einem Jahr nach Österreich zurück, wo er ab der Saison 2011/12 den Bundesligisten Kapfenberg Bulls trainierte. Im November 2013 wurde er von den Steirern entlassen, nachdem die sportlichen Erwartungen des Vereins zu Saisonbeginn 2013/14 nicht erfüllt worden waren. 2012 und 2013 hatte er Kapfenberg ins Halbfinale der Bundesliga-Meisterrunde geführt.
Im Oktober 2014 trat Perica seinen Dienst als Cheftrainer des ungarischen Klubs Egis Körmend an. Im Dezember 2014 kam es zur Trennung zwischen Perica und Körmend. Ab März 2015 leitete Perica die Nachwuchsabteilung von KK Split.
Im August 2017 wurde er als neuer Trainer des Bundesligisten BK Klosterneuburg vorgestellt. Nach dem Ausscheiden im Playoff-Viertelfinale trennten sich Perica und der Verein im Mai 2018 einvernehmlich. Ende Juli/Anfang August 2018 betreute er Österreichs U18-Auswahl bei der B-Europameisterschaft in Skopje. Im Dezember 2018 wurde er ins Amt des Bundeskoordinators des Österreichischen Basketballverbandes bestellt, um für den Verband in den Bereichen Trainer- und Spielerausbildung, Vernetzung von Spitzensportzentren und Entwicklung der Nationalmannschaften zu arbeiten.